# Leptura
Leptura es un género de escarabajos de la familia Cerambycidae.
Las larvas se alimentan de madera muerta, generalmente húmeda, no muestran mayor especialización. Hay alrededor de 45 especies de distribución holártica.

## Ejemplares del género

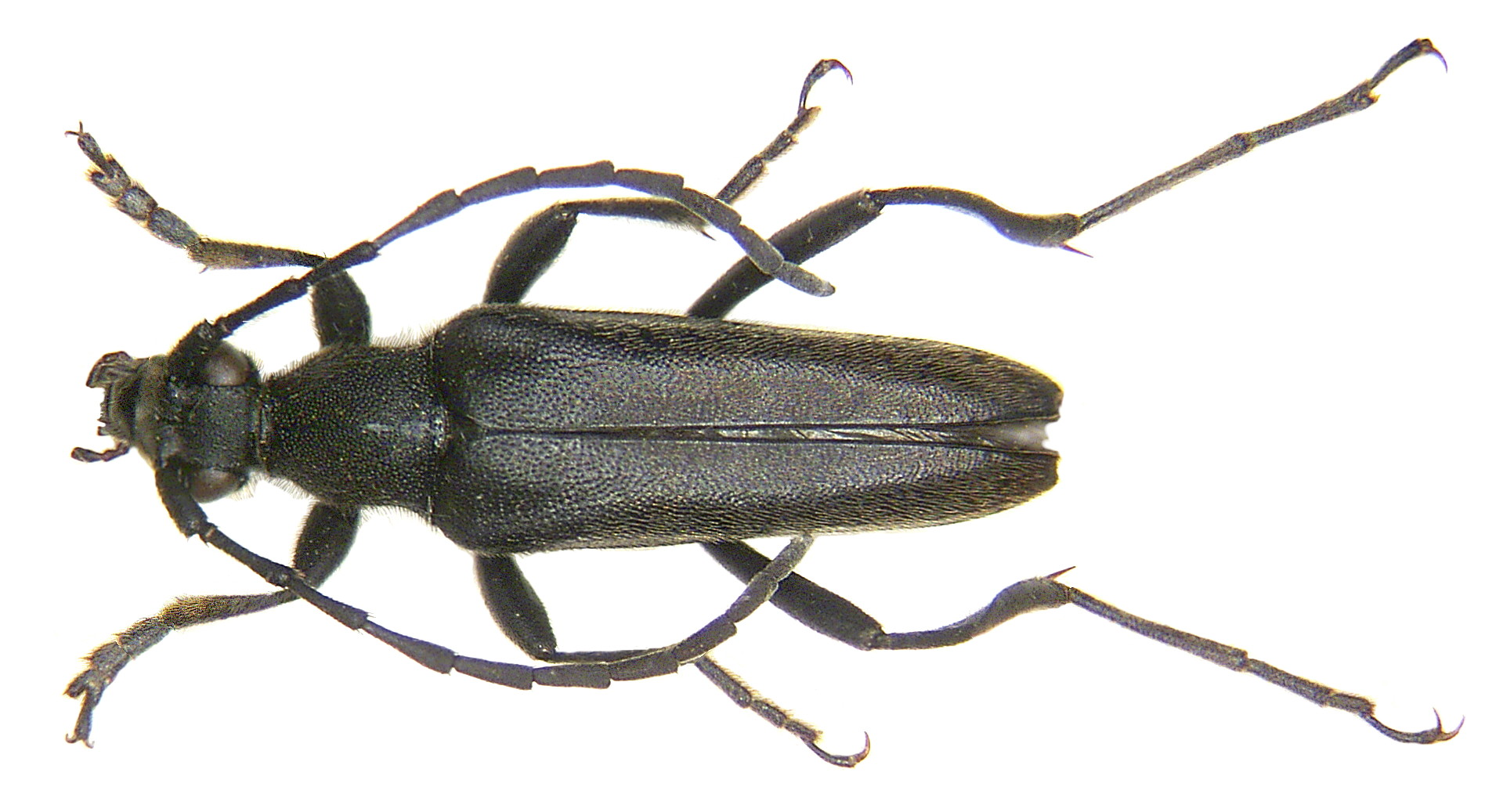
Leptura aethiops
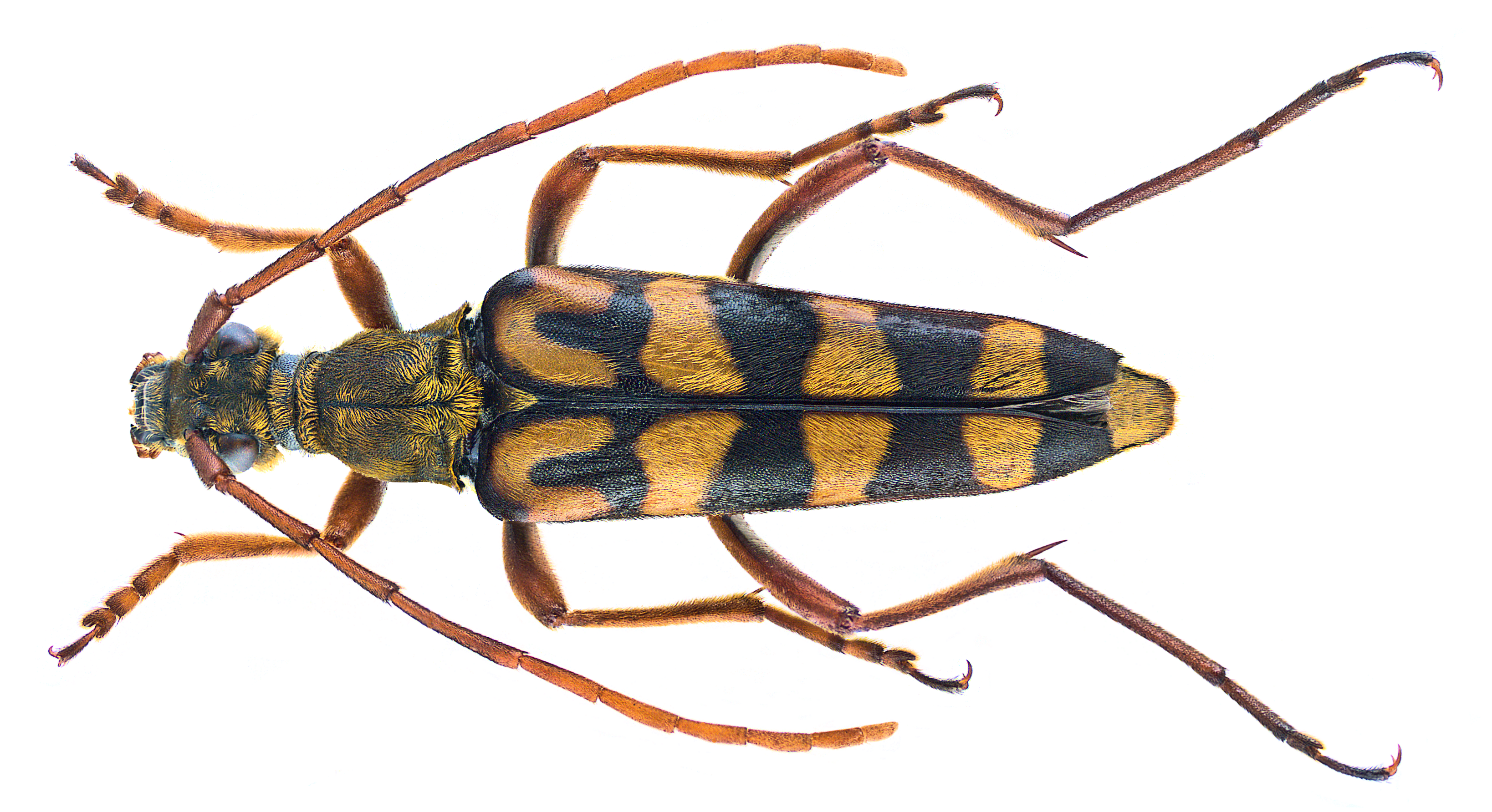
Leptura annularis
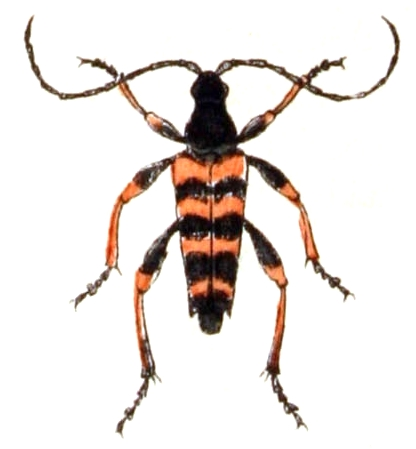
Leptura aurulenta
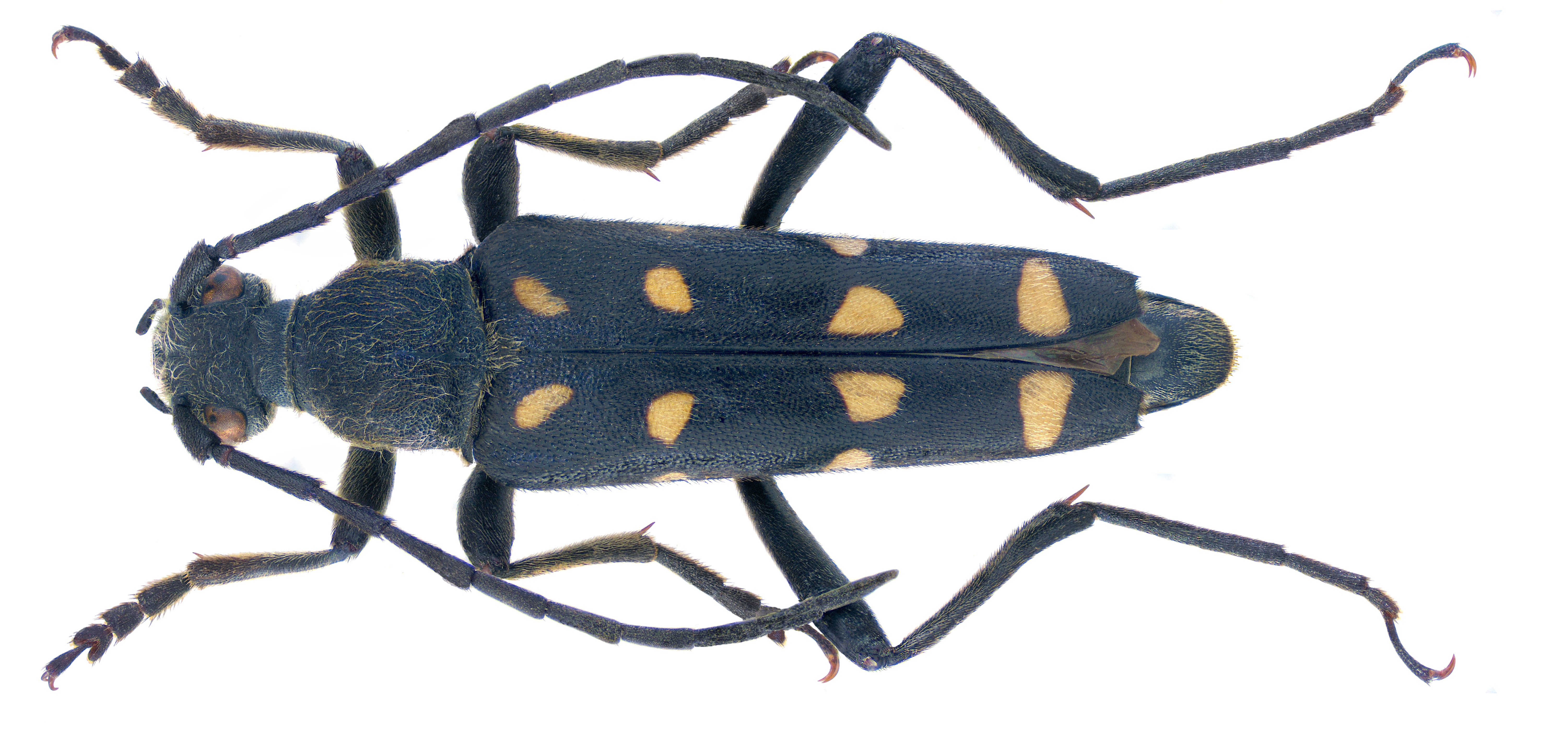
Leptura duodecimguttata
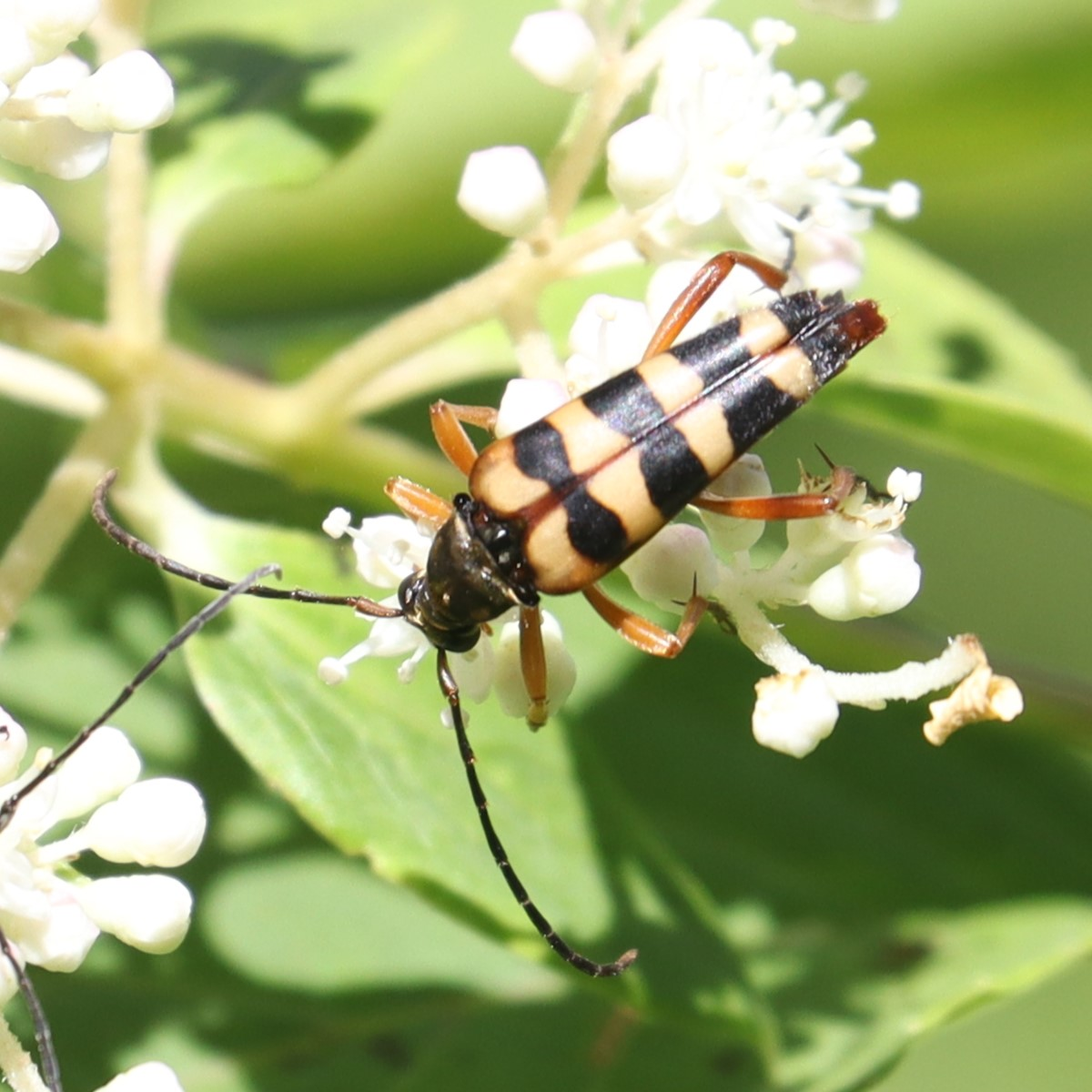
Leptura ochraceofasciata
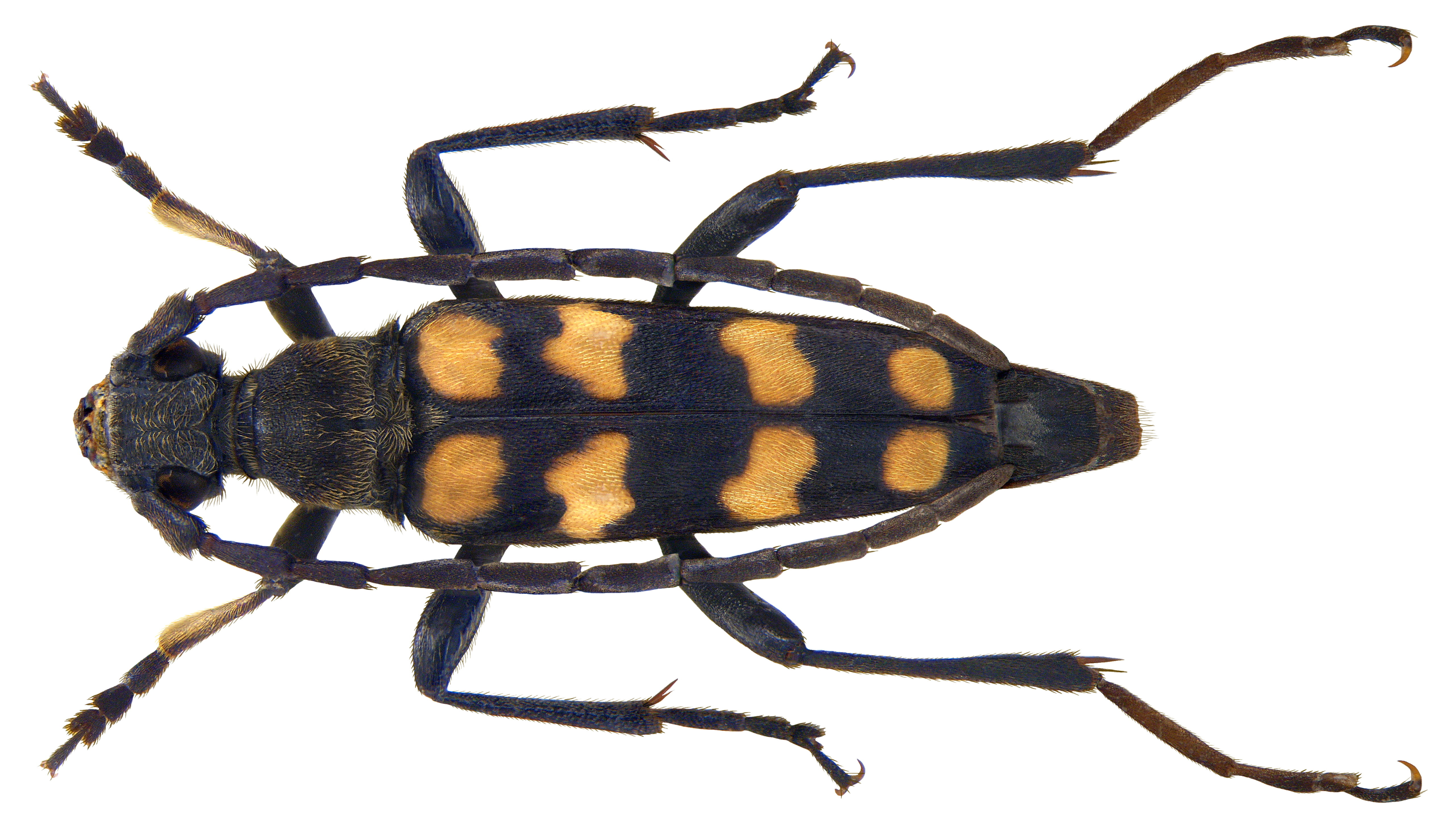
Leptura quadrifasciata
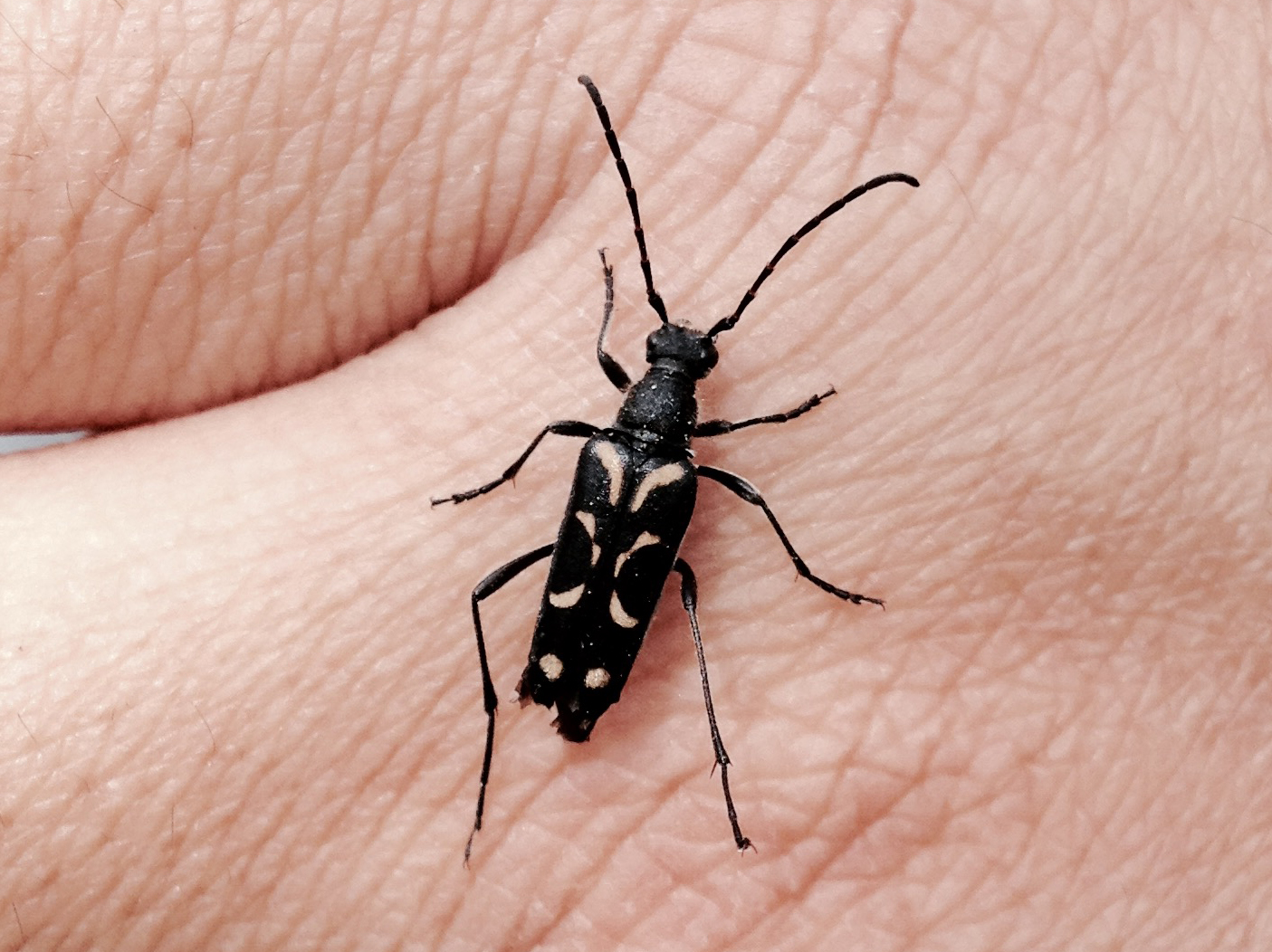
Leptura arcifera

## Especies
- Leptura abdominalis (Haldeman, 1847)
- Leptura adami Hergovits, 2020
- Leptura aethiops Poda, 1761
- Leptura alticola Gressitt, 1948
- Leptura amamiana Hayashi, 1960
- Leptura amamiana watanabei Hayashi, 1962
- Leptura ambulatrix Gressitt, 1951
- Leptura annularis Fabricius, 1801
- Leptura annularis mimica Bates, 1884
- Leptura annularis modicenotata Pic, 1901
- Leptura annularis nagahatai Fujita, 2018
- Leptura arcifera (Blanchard, 1871)
- Leptura atrimembris (Pic, 1923)
- Leptura auratopilosa (Matsushita, 1931)
- Leptura aureolella Holzschuh, 2009
- Leptura aureopubescens Hayashi, 1974
- Leptura aurosericans Fairmaire, 1895
- Leptura aurulenta Fabricius, 1793
- Leptura barkamica Holzschuh, 1998
- Leptura bocakorum Holzschuh, 1998
- Leptura christinae Pesarini, Rapuzzi & Sabbadini, 2015
- Leptura cordis Hayashi & Villiers, 1985
- Leptura daliensis Holzschuh, 1998
- Leptura dellabrunai Pesarini & Sabbadini, 2015
- Leptura dembickyi Hergovits, 2020
- Leptura dimorpha Bates, 1873
- Leptura doii (Matsushita, 1933)
- Leptura duodecimguttata Fabricius, 1801
- Leptura formosomontana (Kano, 1933)
- Leptura gorodinskii Hergovits, 2020
- Leptura gradatula Holzschuh, 2006
- Leptura grahamiana Gressitt, 1938
- Leptura guerryi (Pic, 1902)
- Leptura hovorei Linsley & Chemsak, 1976
- Leptura jendeki Hergovits, 2020
- Leptura kabateki Hergovits, 2020
- Leptura kerniana Fall, 1907
- Leptura kopai Tichý, Viktora & N. Ohbayashi, 2019
- Leptura kubani Holzschuh, 2006
- Leptura kurinai Hergovits, 2020
- Leptura kusamai keiichii N. Ohbayashi, 1999
- Leptura kusamai Ohbayashi & Nakane, 1955
- Leptura latipennis (Matsushita, 1933)
- Leptura lavinia Gahan, 1906
- Leptura linwenhsini Ohbayashi N. & Chou, 2013
- Leptura longeattenuata Pic, 1939
- Leptura marceli Hergovits, 2020
- Leptura masegakii (Kano, 1933)
- Leptura naxi Holzschuh, 1998
- Leptura nigroguttata (Pic, 1927)
- Leptura ochraceofasciata (Motschulsky, 1861)
- Leptura ochraceofasciata chujoi Hayashi, 1961
- Leptura ochraceofasciata ochrotela Bates, 1873
- Leptura pacifica (Linsley, 1940)
- Leptura petramarketae Viktora & Hergovits, 2021
- Leptura quadrifasciata lederi Ganglbauer, 1882
- Leptura quadrifasciata Linné, 1758
- Leptura quadrizona (Fairmaire, 1902)
- Leptura regalis (Bates, 1884)
- Leptura rufoannulata (Pic, 1933)
- Leptura rufomaculata (Fairmaire, 1895)
- Leptura semiannulata Pic, 1916
- Leptura semicornis Holzschuh, 2003
- Leptura sequoiae (Hopping, 1934)
- Leptura spinosula Pesarini & Sabbadini, 2015
- Leptura submarginata Pic, 1920
- Leptura subtilis Bates, 1884
- Leptura taranan (Kano, 1933)
- Leptura tatsienlua Gressitt, 1948
- Leptura tattakana (Kano, 1933)
- Leptura viktorai Hergovits, 2020
- Leptura yakushimana (Tamanuki, 1943)
- Leptura yokoyamai Hayashi, 1961
- Leptura yulongshana Holzschuh, 1991
- Leptura zonifera (Blanchard, 1871)